# Oton Kučera
Oton Kučera (Petrinya, 1857. december 31.(vagy január 1-jén) – Zágráb, 1931. december 29.), természettudós, csillagász, egyetemi tanár, a technika és a tudomány legnagyobb horvát népszerűsítője, író, a Matica hrvatska elnöke, valamint számos középiskolai fizika tankönyv, valamint számos fizikai, csillagászati és elektromérnöki kiadvány szerzője.

## Élete és munkássága
Franjo Kučera tanár és felesége, Ida Bošnjaković fiaként született a szlavóniai Petrinyában, tizenhárom gyermek közül elsőként. Családja cseh eredetű, nagyapja Václav Kučera 1780-ban az észak-morvaországi Staré Hamryban született, és 1805-ben takácsként érkezett Horvátországba. Tanár apját Oton születése után hamarosan Petrinyáról Otocsánba helyezték, ahol Oton gyermekkorát töltötte, és elvégezte az általános iskola öt osztályát, majd a tengerparti Zenggben folytatta középiskolai tanulmányait. Zenggből Otocsánba és visszafelé mindig átutazott a Velebiten, és ezeken az utakon szerette meg Velebitet, a hegyeket és a csillagos eget, ami egész életében elkísérte. Tanulmányait ezután a kelet-szlavóniai Vinkovcén folytatta, ahol 1873-ban végzett.
Kiváló és tehetséges diákként ösztöndíjjal jutalmazták, és Bécsbe ment fizikát, matematikát és csillagászatot tanulni. Tanulmányait csillagászatra szakosodva a híres Josef Stefannál, Ludwig Boltzmann-nál és Johann Loschmidtnél végezte, ahol a Bécsi Obszervatóriumban tanult, amelynek akkori igazgatója Karl von Littrow volt. Felajánlották neki az asszisztensi állást, de hazafias és családi okok visszatért Vinkovcéra, ahol mindössze 19 évesen kezdett tanítani a Vinkovcei Gimnáziumban, majd két évvel később Bécsben letette a professzori vizsgát, ahogy azt abban az időben a szabályzat előírta.
1881-ben publikálta első tudományos és szakmai közleményeit. 1882-ben feleségül vette Vilma Stenzlt, akinek apja evangélikus lelkész volt. Spiridion Brusinával és Gjuro Pilarral együtt 1885 végén Zágrábban megalapították a Horvát Természettudományi Társaságot. Az alapítás évében még a vinkovcei gimnázium tanára volt. Az újonnan alapított egyesület folyóiratában 1886-tól publikált. Már a „Čovjek i prirodna znanost” (Az Ember és természettudomány) című első cikkében áttekintette a természettudományokat. Pozsegába költözve tudományos és népszerűsítő munkába kezdett, melyhez haláláig hűséges maradt. Megalapította az első pozsegai iskolai csillagvizsgálót, és 1892-ben jelent meg első népszerű tudományos könyve, a „Crte o magnetizmu i elektricitetu” (A mágnesességről és az elektromosságról nagyvonalakban). Közben 1890-ben nagy családi tragédia érte, amikor meghalt a felesége.
Azzal, hogy 1892-ben Zágrábba költözött, Kučera legtermékenyebb alkotói időszaka kezdődött. A Reálgimnáziumban dolgozott, ahol 1893-ban rendezte be az első modern fizikakabinetet. Ugyanebben az évben jelent meg „Vrieme – crtice iz meteorologije” (Időjárás – karcolatok a meteorológiából) című könyve. 1895-ben Zágrábban újra megnősült, Jelka Sakačot vette feleségül, aki két lányt (Nevenka és Mara) és egy fiút (Vlaho) szült neki. 1895-ben a Matica hrvatska kiadónál jelent meg a „Naše nebo” (Égboltunk) című népszerű tudományos csillagászati munka 12 000 példányban. A művet lelkesedéssel fogadták, és rövid időn belül elfogyott, hogy még Kučera életében két újabb kiadást érjen meg. 1921-ben a Horvát Természettudományi Társaság és 1930-ban a Matica hrvatska kiadásában jelent meg. Kučerát ezért a könyvért Ivan Nepomuk Drašković gróf alapítványa is díjazta. Száz évvel az első zágrábi kiadás után, 1995-ben jelent meg a mű negyedik kiadása.
1899-ben Kučera megírta az alsó tagozatos „Fizika” tankönyvet, csillagászat és kémia függelékével, majd a Marin Getaldićról szóló disszertációjával a Zágrábi Egyetemen doktori fokozatot szerzett.  A felsőfokú matematika és elméleti fizika oktatója volt a zágrábi Erdészeti Akadémián, ahol 1915-ös nyugdíjazásáig tanított. Az Erdészeti Akadémián kétéves geodéziai szakot vezetett be, és az első évben igazgató is volt. Ebből a geodéziai szakból nőtt ki a mai zágrábi Geodéziai Kar.
1902-ben jelent meg az „Eksperimentalna fizika za više i srednje i njima slične škole” (Kísérleti fizika felső- és középiskolák és hasonló iskolák számára) című tankönyve, és ugyanebben az évben, kezdeményezésére, a Horvát Természettudományi Társaságon belül megalakult a Csillagászati Szekció. Kučera ezután a kari előadások mellett elvállalta az 1903-ban megnyílt Csillagvizsgáló igazgatói állását. Kučera írásaiból megtudjuk, hogy a Csillagászati Tagozat megalapítása idején még a horvát értelmiség legfelsőbb rétegeiben sem volt elég elismert a csillagászat fontossága. Úgy vélte, hogy ez a nagy nemzetek között sincs másként. Ugyanabban az évben, amikor a Horvát Természettudományi Társaság megalakult, alapította meg Camille Flammarion francia csillagász Párizsban a Francia Csillagászati Társaságot (1886), aminek 1924-ben őt is tagjává választották.
A Csillagvizsgáló megnyitásának évében, 1903-ban jelent meg „Valovi i zrake” (Hullámok és sugarak) című könyve, 1907-ben pedig lefordította horvátra J. Scheiner: „Az Univerzum rendje” és I. Walentin: „Fizika a felső tagozatos iskoláknak” című műveit. Ez idő alatt számos más területen tevékenykedett: az első rádióklub elnöke, a Matica hrvatska irodalmi bizottságának tagja, nyolc éven át, 1909-től 1917-ig pedig elnöke volt. 1908-tól 1911-ig a Középiskolai Tanárok Társaságának elnöke. Rendszeres előadó volt a Zágrábi Népegyetemen, ahol nagy örömmel hallgatták előadásait. Mindezek mellett már az első számtól kezdve a Horvát Hegymászó Szövetség Közlönyének szerkesztőbizottságában is tevékenykedett. Az 1892-től 1913-ig tartó időszakban a Horvát Hegymászó Szövetség tanácsosa, titkára, elnöke. Tagja volt a Horvát Sárkány Testvériség Társaságnak, valamint a Szent Jeromos Horvát Irodalmi Társaságnak.
1915-ben vonult nyugdíjba, majd 1920-ban, az Osztrák-Magyar Monarchia összeomlása után újra aktivizálódott, és középiskolai igazgató lett, majd 1920-tól 1925-ig ismét az Obszervatórium vezetője lett. 1924 és 1926 között ő szerkesztette a Bošković Csillagászati Kalendáriumot. A későbbi időszakában megjelent számos könyve között szerepel a „Novovjeki izumi” (Modern találmányok), a „Gibanja i sile” (Mozgások és erők, Vázlatok az Ég és Föld Mechanikájából) 1915-ös, valamint a „Telegraf i telefon bez žica” (Távíró és vezeték nélküli telefon) című 1925-ös könyvei.
Első házasságából született lánya Elza, aki később ismert horvát pszichológus lett. Első felesége halála után második feleségétől még három gyermeke született: Mara, Nevenka és fia, Vlaho. Élete utolsó éveiben családi okok miatt el kellett adnia Zágrábban, a Jurjevska utca 14. szám alatti családi házát, és élete végéig a Mallinova utcában bérelt lakásban élt. 1931. december 29-én, 74. születésnapja előestéjén halt meg, születésnapján, december 31-én temették el a zágrábi Mirogoj temetőben.
Kucera úgy vélte, hogy az ember hozzáállása a csillagos ég tudományához teljesen más, mint bármely más tudomány, arra készteti az embert, hogy a természet és az ember utolsó és legnagyobb problémáin gondolkodjon. Kucerát a tudomány és technológia leghíresebb horvát népszerűsítőjeként ismerik, a csillagászatban pedig, a csillagászat híres francia népszerűsítője után a "horvát Flammarion"-nak is nevezik.

## Főbb művei
- Crte o magnetizmu i elektricitetu, 1892.
- Vrieme, crtice iz meteorologije, 1893.
- Naše nebo: crtice iz astronomije, 1895.
- Vrieme: crtice iz meteorologije, 1897.
- Gimnáziumi alsó tagozatos fizika tankönyv (1899)
- Felső- és középiskolai kísérleti fizika tankönyv (1902)
- Valovi i zrake, 1903.
- Gibanja i sile: crtice iz mehanike neba i zemlje, 1915.
- Telegraf i telefon bez žica, 1925.

## Díjai
- Ivan Nepomuk Drašković gróf alapítványának díja a „Crte o magnetizmu i elektricitetu” című művéért.
- Ivan Nepomuk Drašković gróf alapítványának díja a „Naše nebo: crtice iz astronomije” című művéért.
- Ivan Nepomuk Drašković gróf alapítványának díja a „Gibanja i sile: crtice iz mehanike neba i zemlje” című művéért.

## Emlékezete
- Horvátország tudományos és technológiai újjáéledéséhez való hatalmas hozzájárulása miatt, mivel sok csillagászat iránt érdeklődőt, sőt felfedezőt is személyesen oktatott, az ő tiszteletére nevezték el a Višnjan Obszervatórium 1996. május 22-én felfedezett első számozott kisbolygóját, a (7364) Otonkucerát.[3]

- Petrinyai szülőházát 2020-ban a földrengés súlyosan megrongálta.[3]

## Fordítás
Ez a szócikk részben vagy egészben  az   Oton Kučera című horvát Wikipédia-szócikk ezen változatának fordításán alapul.  Az eredeti cikk szerkesztőit annak laptörténete sorolja fel. Ez a jelzés csupán a megfogalmazás eredetét és a szerzői jogokat jelzi, nem szolgál a cikkben szereplő információk forrásmegjelöléseként.